# Ernest Habsburg
Ernest Habsburg (ur. 15 czerwca 1553 w Wiedniu, zm. 20 lutego 1595 w Brukseli) – arcyksiążę Austrii, syn cesarza Maksymiliana II Habsburga i Marii Hiszpańskiej.
Wychowywał się wraz z bratem Rudolfem na dworze hiszpańskim. W  1573 i 1575 i w czasie elekcji 1587 roku, był kandydatem do polskiego tronu. W 1592 otrzymał od króla Zygmunta III Wazy propozycję przejęcia polskiej korony. Od 1576 jako arcyksiążę Austrii umocnił w tym państwie wpływy kontrreformacji.
W 1590 został gubernatorem Austrii Wewnętrznej, a w 1594 gubernatorem Niderlandów Hiszpańskich.